# Blepharizonia plumosa
Blepharizonia plumosa là một loài thực vật có hoa trong họ Cúc. Loài này được (Kellogg) Greene mô tả khoa học đầu tiên năm 1885.